# Cyprinodon bifasciatus
Cyprinodon bifasciatus  o Cachorrito de Cuatrociénegas es una especie de pez de la familia de los ciprinodóntidos en el orden de los ciprinodontiformes.

## Morfología
Alcanzan un tamaño de madurez sexual alrededor de 25 mm las hembras y 21.5 mm los machos.
Son similares en forma a los Cachorritos del Bolsón, pero de mayor tamaño. Son de color gris pálido con ojos de color amarillo intenso. Las hembras presentan una línea oscura en la parte media a lo largo del cuerpo. Los machos tienen tonos más brillantes en la época de reproducción, pero no de la intensidad de los Cachorritos del Bolsón y se hibridan con los ellos en las áreas donde están en contacto.

## Distribución geográfíca
Cómo su nombre común lo dice son endémicos decuatrociénegas. Distribuidos en la Poza de la Becerra, con mayor densidad. Habitan en manantiales de temperatura constante, en aguas termales y en los arroyuelos a los que dan origen, en lugares de menos de un metro de profundidad. Se desplazan a los riachuelos y a los pantanos o zonas inundadas durante el verano y migran a las aguas más cálidas en el invierno.